# RTL – Deutschlands Hit-Radio

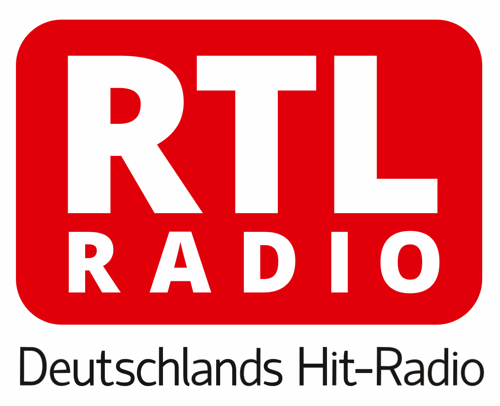
Logotip de l'emissora

RTL - Deutschlands Hit-Radio, anteriorment RTL Radio, anteriorment Radio Luxemburg, és una emissora de ràdio comercial en alemany. Va començar a emetre després de la Segona Guerra Mundial des del Gran Ducat de Luxemburg, a 208 metres a la banda d'ona mitjana i té els seus estudis avui a Berlín. Fins al 30 de juny de 2015 acostumava a difondre un format de música antiga, mentre que a partir de l'1 de juliol de 2015 emet el format adult contemporary.
RTL Radio és part de RTL Group. Té dues emissores, l'emissora nacional alemanya RTL Radio, i RTL Radio 93.3 & 97.0 FM. El primera es difon a través de cable, satèl·lit i Internet. La darrera, emet programes regionals en FM a Luxemburg, Renània-Palatinat, Saarland, l'est de Bèlgica i Lorena. La programació regional entre 2008 i 2013 va ser una versió diferent de RTL Radio. Tanmateix, des del 23 de desembre de 2013, RTL Radio 93.3 & 97.0 FM reemet de nou la versió nacional de RTL Radio.

## Història

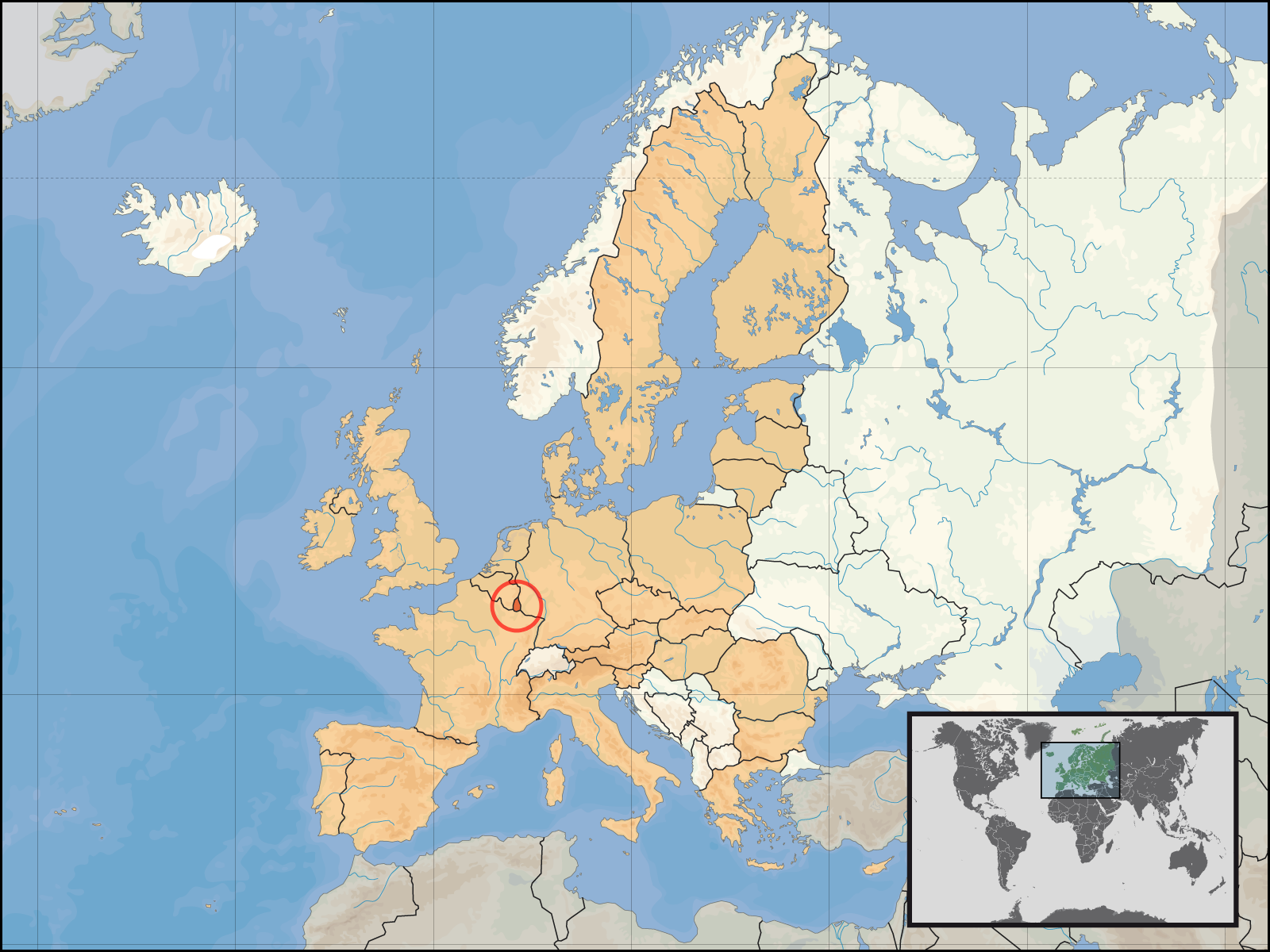
Ubicació de Luxemburg (encerclat).

RTL - Deutschlands Hit-Radio va començar a emetre com el servei alemany de Radio Luxembourg el 15 de juliol de 1957.
El 1990 Radio Luxemburg va ser rebatejada per RTL Hörfunk i es va enfocar als oients de 25 a 45 anys.
El 1992, Radio Luxemburg va canviar el seu format i perfil per convertir-se en RTL, der Oldiesender.
Després de gairebé deu anys, el lema va canviar a Die besten Hits mit Gefühl i més tard, a Die besten Hits aller Zeiten, que significa cançons d'amor i de soft pop. Durant un temps, RTL Radio va perdre la seva freqüència d'AM en favor de Mega Radio, però després la va recuperar.
A partir de 2005, el successor alemany remodelat de RTL Radio encara utilitzava la freqüència 1440 kHz. Des de l'1 de gener de 2005, la transmissió va canviar fonamentalment a digital (des de la una de la nit fins a les cinc de la matinada i des de les nou del matí fins a les sis de la tarda). Durant les hores de la tarda, van vendre el directe a emissores internacionals (actualment China Radio International) i organitzacions religioses.
L'emissora de ràdio es va anomenar "RTL Radio - die besten Hits aller Zeiten" fins al 30 de juny de 2015.
En freqüències de FM (93.3 i 97.0 MHz) entre 2008 i 2013, van retransmetre una emissora regional amb el nom de RTL Radio 93.3 und 97.0 dirigida a Luxemburg i Alemanya. El 23 de desembre de 2013, la versió alemanya de la "RTL Radio die besten Hits Aller Zeiten" va tornar a l'FM (amb algunes insercions publicitàries regionals, així com la predicció del temps regional). "RTL Radio die besten Hits aller Zeiten" va emetre tant en analògic i com en digital per cable, i va transmetre senyals digitals a través dels satèl·lits Astra 1L.
L'1 de juliol de 2015 RTL Radio va ser rellançada com a RTL - Deutschlands Hit-Radio i va traslladar els seus estudis de la ciutat de Luxemburg a Berlín. La producció de serveis de trànsit i temps regional per a les freqüències de FM regional es va mantenir a Luxemburg.